# Vincy-Reuil-et-Magny

Vincy-Reuil-et-Magny este o comună în departamentul Aisne din nordul Franței. În 1 ianuarie 2022 avea o populație de 103 de locuitori.